# لا آدرادا
لا آدرادا دهستانی در استان آبیلای اسپانیا است.
در این دهستان ۲٬۰۱۳ نفر زندگی می‌کنند. مساحت این دهستان ۵۸٫۶۵ کیلومتر مربع است.